# Sparedrus depressus
Sparedrus depressus is een keversoort uit de familie schijnboktorren (Oedemeridae). De wetenschappelijke naam van de soort is voor het eerst geldig gepubliceerd in 1889 door Champion.